# İsmet Sezgin

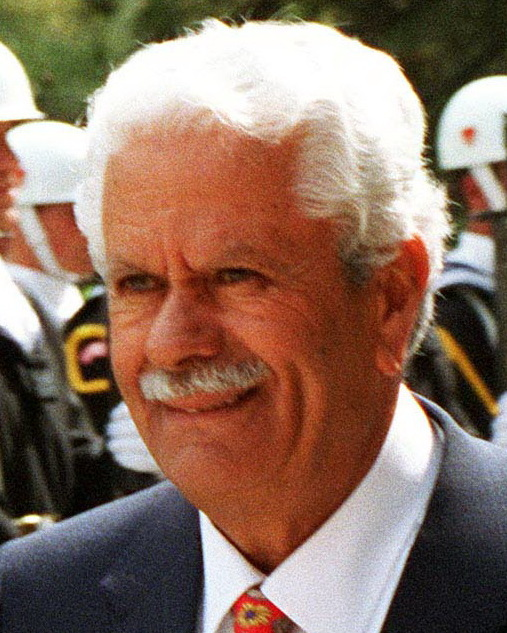
İsmet Sezgin

İsmet Sezgin (* 1928 in Aydın; † 7. Dezember 2016 in Ankara) war ein türkischer Politiker und Präsident der Großen Nationalversammlung der Türkei.

## Leben
Sezgin absolvierte die Volksschule in Aydın und das Gymnasium in İzmir. 1950 absolvierte er die Hochschule für Wirtschaft und Handel in İzmir. Während seiner Zeit als Student war er als Präsident einer Studentenvereinigung tätig. Er begann in der Denizli-Filiale der Immobilienkreditbank zu arbeiten. Sezgin heiratete Saadet Hanım, die in Denizli als Mathematik-Lehrerin arbeitete.
1952 wurde er in den Verwaltungsrat der Demokrat Parti in Denizli gewählt. 1955 wurde er mit 27 Jahren zum Bürgermeister Aydıns gewählt. Nachdem das Komitee der Nationalen Einheit am 27. Mai 1960 geputscht hatte, wurde İsmet Sezgin wie alle anderen Politiker der Regierungspartei festgenommen. Nach seiner Entlassung gründete er den Provinzverband der Adalet Partisi in Aydın. Bei den Parlamentswahlen von 1961 wurde er zum Abgeordneten der Provinz Aydın in die Große Nationalversammlung der Türkei gewählt. Zwischen 1963 und 1985 war Sezgin Präsident der Türkischen Vereinigung der Stadtverwaltungen. 1968 wurde Sezgin stellvertretender Parteivorsitzender der Adalet Partisi. Am 3. November 1969 wurde er zum Minister für Sport und Jugend in der II. Demirel-Regierung. Auch in der III.Demirel-Regierung hatte er diesen Posten inne. Am 12. März 1971 verfasste der Generalstab der Türkischen Streitkräfte eine Note. Danach kam die I. Erim-Regierung an die Macht. Daraufhin legte Sezgin sein Amt als Minister nieder. Sezgin war ununterbrochen von 1961 bis 1980 Abgeordneter der Adalet Partisi für die Provinz Aydın. Sezgin wurde am 12. November 1979 in der VI.Demirel-Regierung Finanzminister. Nach dem Militärputsch vom 12. September 1980 musste er sein Amt niederlegen.
Nachdem das politische Betätigungsverbot 1988 ausgelaufen war, wurde Sezgin Mitglied in der Doğru Yol Partisi. 1991 wurde er zum Abgeordneten der Provinz Aydın gewählt. Am 20. November 1991 wurde Sezgin in der VII.Demirel-Regierung Innenminister. Nachdem am 25. Juni 1993 Demirel zum Staatspräsidenten gewählt wurde und Tansu Çiller zur Parteivorsitzenden der DYP gewählt wurde, legte Sezgin sein Amt nieder. 1995 wurde er zum Präsidenten der Großen Nationalversammlung der Türkei gewählt. Sezgin war Gründungsmitglied der von Hüsamettin Cindoruk am 7. Januar 1997 gegründeten Demokrat Türkiye Partisi. Am 30. Juni 1997 wurde Sezgin in der III. Yılmaz-Regierung Verteidigungsminister. 1999 wurde Sezgin zum Parteivorsitzenden der DTP gewählt. Am 18. Mai 2002 legte er sein Amt nieder und beendete seine politische Laufbahn.
In der Atatürk-Mahalle des Landkreises Bornova der Provinz İzmir ist eine Volksschule nach ihm benannt.